# Ambience (nave da crociera)
Ambience è una nave da crociera in servizio per la compagnia di navigazione Ambassador Cruise Line.

## Storia

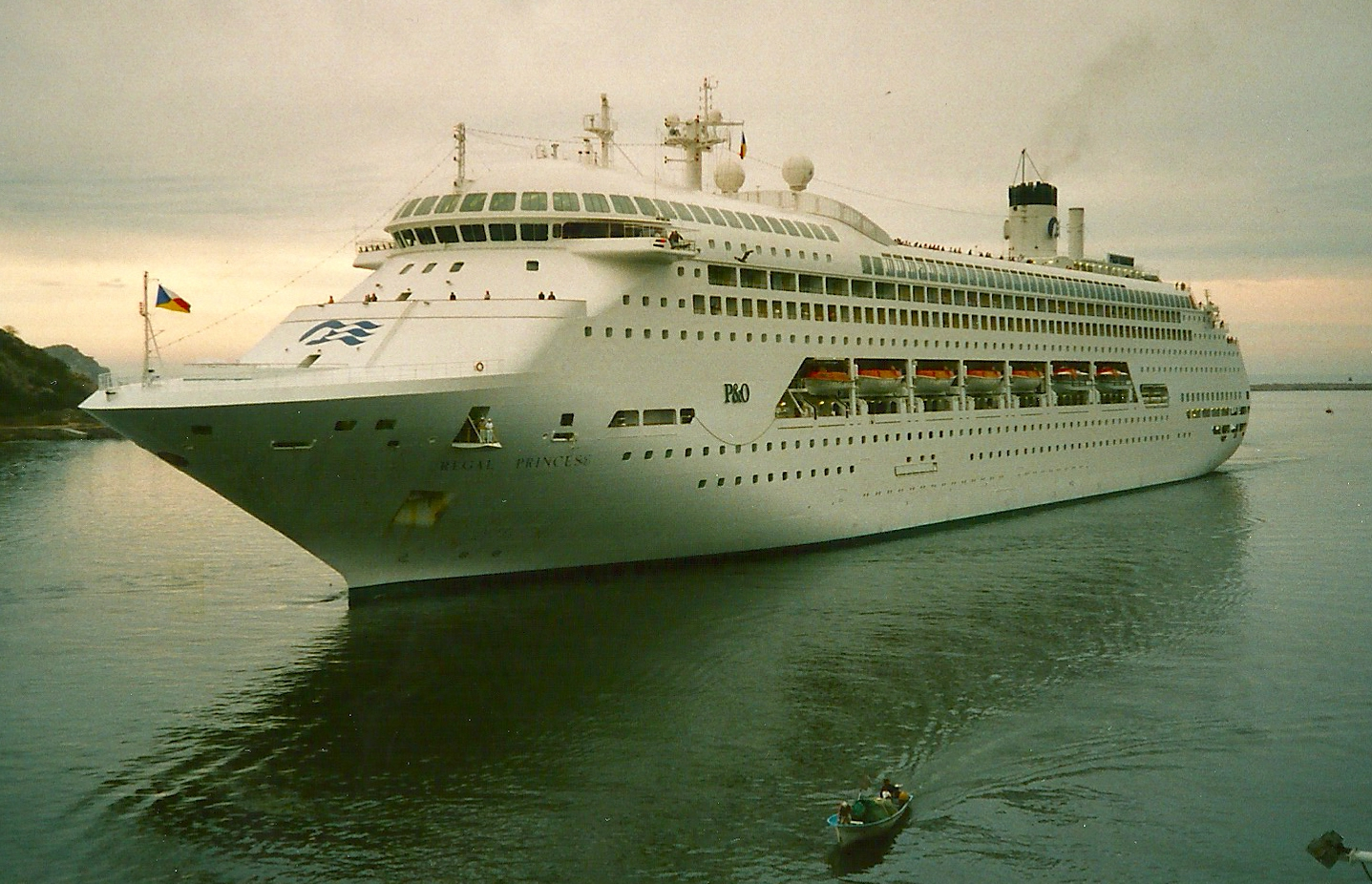
Regal Princess in servizio per Princess Cruises a Mazatlán nel 2000.

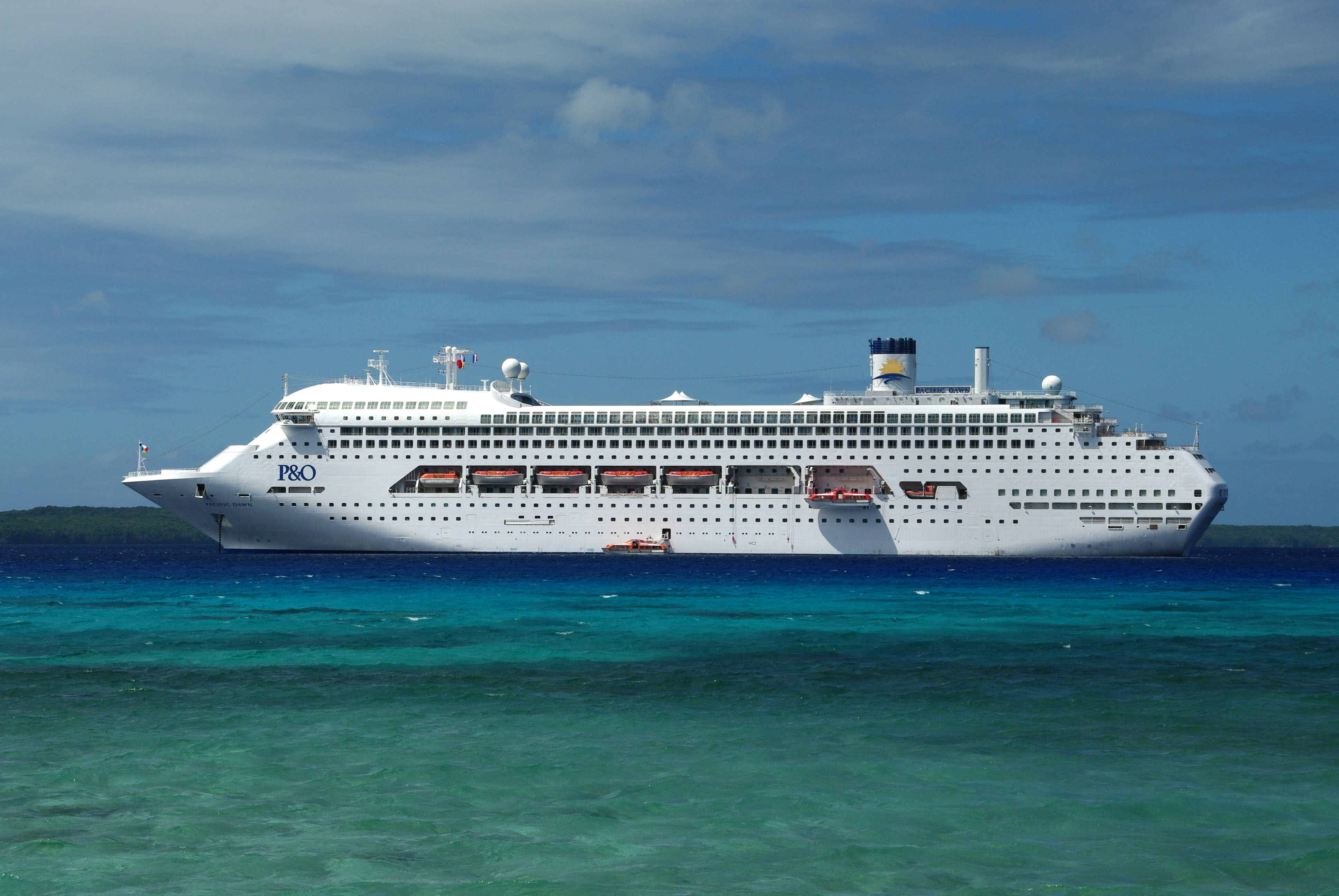
Pacific Dawn in servizio per P&O Cruises Australia a Lifou nel 2009 con la prima livrea.

Venne ordinata nel 1985 da Sitmar Cruises a Fincantieri insieme alla gemella (l'attuale Karnika). Gli esterni furono progettati da Renzo Piano, che si ispirò alla silhouette di un delfino per il design della nave. Durante la costruzione, la Sitmar fu acquisita da P&O e la nave entrò in servizio nel 1991 direttamente per Princess Cruises, sussidiaria dell'azienda. La nave salpò per New York dove fu ufficialmente battezzata Regal Princess l'8 agosto 1991 da Margaret Thatcher, a quell'epoca Primo ministro del Regno Unito.
In realtà, insieme alla Crown Princess, fino al 1992 la nave era registrata a Palermo per conto della Astramar, società "fantasma" con sede nel capoluogo siciliano, creata da P&O per incassare finanziamenti riservati agli armatori del Sud Italia.
Quando il gruppo P&O, in seguito P&O Princess Cruises, venne inglobato nella Carnival Corporation & plc, fu annunciato il trasferimento della nave inizialmente alla A'Rosa Cruises, poi alla Ocean Village, ma alla fine venne spostata nel 2007 nella flotta P&O Cruises Australia, altra sussidiaria della holding. Venne rinominata Pacific Dawn e utilizzata per crociere nell'Oceania. Nel 2010 e nel 2014 la nave è stata sottoposta a lavori di ammodernamento in bacino di carenaggio.
P&O Cruises Australia ha annunciato l'uscita dalla flotta di Pacific Dawn per febbraio 2021 e di Pacific Aria per aprile 2021, navi che verranno sostituite da Pacific Encounter, l'attuale Star Princess. L'acquirente previsto era Cruise & Maritime Voyages ma, a causa della pandemia di COVID-19, quest'ultima azienda è entrata in liquidazione, sospendendo tutte le crociere e annullando le trattative.
La nave è in seguito stata venduta alla società Ocean Builders e rinominata Satoshi con lo scopo di ancorarla alle Bahamas per trasformarla in nave albergo per imprenditori con affitto degli spazi commerciali a imprese terze ed utilizzo di criptovalute nella compravendita di servizi a bordo della nave.
Poiché non si sono trovati investitori interessati al progetto, la nave è stata in un primo momento confiscata per debiti dal tribunale e destinata alla demolizione salvo poi essere venduta a una compagnia con sede a Montenegro con lo scopo di utilizzarla come nave da crociera dal 2022, col nome Ambience.

## Navi gemelle
- Karnika (già Crown Princess)